# Dave Kushner
Dave Kushner (ur. 16 listopada 1965 w Los Angeles) – amerykański gitarzysta, znany przede wszystkim z występów w zespole Velvet Revolver. Grał także w takich zespołach jak Electric Love Hogs, Danzig, Loaded i Kings of Chaos. Od 2009 roku współtworzy duet DKFXP.

## Instrumentarium
- Fernandes Dave Kushner Ravelle Signature Guitar